# 武藤貴也
武藤 貴也（むとう たかや、1979年〈昭和54年〉5月25日 - ）は、日本の政治家。衆議院議員（2期）を務めた。

## 経歴
北海道白糠郡音別町生まれ（現・釧路市。2005年10月に合併）。1998年3月、北海道釧路江南高等学校卒業。5年間のアルバイト生活を経て、2003年4月に東京外国語大学外国語学部ペルシア語学科（現・言語文化学部言語文化学科アラビア語・ペルシア語・トルコ語部門）に入学。同大学卒業後、京都大学大学院公共政策教育部修了。大学院在学中の2007年、地域政党「対話でつなごう滋賀の会」の滋賀県議会会派の政策スタッフになった。
2009年3月15日、次期衆院選の滋賀4区の自民党公認候補だった岩永裕貴が父・岩永峯一の政治資金問題の影響により立候補を辞退。これを受けて同年4月に自民党県連は全国公募をし、選考の結果、武藤が滋賀4区の自民党公認候補に選ばれた。居所を近江八幡市桜宮町に構え、8月30日の総選挙に立候補するも民主党の奥村展三に敗れ、落選した。
2012年の第46回衆議院議員総選挙に再び立候補し初当選した（日本維新の会の岩永裕貴も比例復活で初当選）。
2014年の第47回衆議院議員総選挙で再選。
2015年8月18日、武藤が知人に「値上がり確実な新規公開株を国会議員枠で買える」などと持ちかけたとして、金銭トラブルとなっていたことが「週刊文春」に報じられた。これを受け、武藤は8月19日に自由民主党を離党した。武藤は、辞職を求めた自民党県連について、報道を鵜呑みにしたことが残念という見解を述べた。さらに8月26日、未成年者を複数回、買春していたことが報じられた。また、8月7日以降9月27日の閉会まで第189回国会を欠席した。
2017年9月28日、衆議院解散に伴い失職。10月5日、第48回衆議院議員総選挙には立候補しない旨を表明し、理由について「復党が叶わなかった」と述べた（党は県会副議長の小寺裕雄を公認候補と決めた）。
2019年4月の滋賀県議会議員選挙に近江八幡市・竜王町選挙区より無所属で立候補したが、最下位で落選した。この時、無届文書を頒布した公職選挙法違反で在宅起訴され、2021年7月28日、公職選挙法違反の罪で罰金50万円・公民権停止3年の判決が大津地方裁判所より言い渡された。
2023年4月23日、東京都千代田区の路上で知人男性を自身が運転するレンタカーの車内に押し込み、数百メートルほど走らせたとして監禁の現行犯で逮捕された。東京地検は9月12日付で不起訴処分とした。（後述）

## 政策・主張

### 憲法改正
憲法改正に賛成。

### 安全保障
日本は核武装に賛成。「日本は自力で国を守れるように自主核武装を急ぐべきなのです。（略）核武装のコストについては様々な試算がありますが、私は安上がりな兵器だと考えています」と述べている。

### その他
- 日本のTPP参加に反対[27]。
- 原子力規制委員会の新基準を満たした原発は再開すべきとしている[27]。
- 女性宮家の創設に反対[27]。
- 選択的夫婦別姓制度の導入に反対[30]。

## 騒動

### 選挙報酬未払い問題
2012年の衆議院選挙で武藤の選挙スタッフとして雇用した男性から、未払いの報酬を請求する訴訟を起こされ、2014年、武藤が約30万円を支払うことで和解した。武藤の事務所は産経新聞の取材に対し「当時を知るスタッフがおらず、確認できない」と答えた。

### 未公開株問題
2015年8月18日、武藤が知人に「値上がり確実な新規公開株を国会議員枠で買える」などと持ちかけ、金銭トラブルになっていたと報じられた。これを受け、武藤は8月19日に自民党を離党した。
2017年3月21日、武藤が貸していた1億円の返金を求めた訴訟で、被告側が返金に応じ、また原告の名誉を損なった事を謝罪し和解が成立した。武藤は、秘書の知人からの新規公開株が優先的に買える話をしたが、国会議員枠などとは言っていないと述べている。

### 戦争に肯定的な発言
2015年7月31日、平和安全法制に反対する学生団体、自由と民主主義のための学生緊急行動（SEALDs）の国会前抗議について、Twitter上で次のように見解を述べた。
これに対し、民主党の枝野幸男は「自分が戦争に行きたくない、みたいなレベルでしか受け止めておらず、法案の問題や本質を理解していない」と、維新の党の柿沢未途は「権力を持っている政党の所属議員として、もってのほかの発言だ」と、それぞれ武藤を批判した。しんぶん赤旗 は、武藤は日本国憲法を敵視していると報じた。8月4日、武藤は「日本も他国が侵略してきた時は、嫌でも自国を守るために戦わなければならない」と主張したものの、同日、官房長官の菅義偉は「政府としてコメントしない」と述べ、首相（自由民主党総裁）の安倍晋三は「幹事長に任せている」とした。一方、自民党幹事長の谷垣禎一は「自民党を支える人々の中にも『戦争はこりごりだ』という感覚があることを謙虚に学ぶ必要がある」と苦言を呈した。

### 未成年男性買春問題
2015年8月26日には未成年の男性を買春していたことを報じられた。また、8月7日以降閉会まで第189回国会を欠席した。

### 追突事故
2016年5月18日、武藤の運転するワゴン車が前方を走行していた車に追突した。警察によると、前方車は車線変更してきたタクシーを避けるため、急停止したという。武藤も急ブレーキをかけたが、間に合わなかった。

### 元秘書の逮捕
2019年2月、元秘書の男が台湾企業から詐取した金を不正に引き出したとして組織犯罪処罰法違反などの疑いで警視庁に逮捕された。

### 公職選挙法違反
2019年の滋賀県議会議員選挙に立候補した際、運動員と共謀し、選挙期間中の3月29日から31日にかけて、近江八幡市内の個人宅など29カ所に、選管に届け出ていない「むとう貴也個人演説会」などと題した文書を配布した。大津地方検察庁が同年12月25日付で、武藤を公職選挙法違反（法定外文書頒布）の罪で在宅起訴した。武藤本人は無罪を主張していたが、大津地方裁判所は2021年7月、公職選挙法違反の判決を下し、武藤は50万円の罰金と公民権停止3年の刑に処せられることとなった。武藤は判決を不服として控訴した。大阪高等裁判所は2022年3月30日に武藤の控訴を棄却した。武藤は判決を不服として上告したが、最高裁判所第三小法廷は、同年7月12日付で武藤の上告を棄却する決定をした。

### ひき逃げ事件
警視庁野方警察署が2021年3月1日、2016年7月に車で人身事故を起こして逃げたとして道路交通法違反（ひき逃げ）と自動車運転死傷行為処罰法違反（過失運転致傷）容疑で東京地検に書類送検した。東京地検は2021年4月21日、「武藤元議員が車を運転していたという犯人性に関する十分な証拠が得られなかった」とし不起訴（嫌疑不十分）とした。

### 監禁の現行犯で逮捕
2023年4月23日、千代田区の路上で、金銭トラブルを抱えていた知人男性を車に押し込み数百メートルほど走らせたとして監禁の現行犯で逮捕された。被害男性を待ち伏せし、車に連れ込んだウズベキスタン国籍の20代の男ら5人も逮捕された。男性は武藤から金を借りていたという。9月13日、東京地検は全員について不起訴処分とした。理由は不開示。

### 無免許運転による事故
2024年2月27日、免停期間中に乗用車を運転し、対向車に衝突し相手側にけがをさせた。28日、自動車運転処罰法違反（無免許過失傷害）の疑いで逮捕された。武藤は容疑を認めているという。

## 所属していた主な団体・議員連盟
- 国際観光産業振興議員連盟
- 神道政治連盟国会議員懇談会
- TPP交渉における国益を守り抜く会
- 文化芸術懇話会[54]
- 日本会議国会議員懇談会
- みんなで靖国神社に参拝する国会議員の会
- トラック輸送振興議員連盟
- 創生「日本」
- 北朝鮮に拉致された日本人を早急に救出するために行動する議員連盟
- 日華議員懇談会